# فرانك ميتشيل (عازف جاز)
فرانك ميتشيل (بالإنجليزية: Frank Mitchell)‏ هو عازف جاز أمريكي، ولد في عقد 1940.

## وصلات خارجية
- فرانك ميتشيل على موقع ميوزك برينز (الإنجليزية)
- فرانك ميتشيل على موقع ديسكوغز (الإنجليزية)